# Flensburg 08
Flensburg 08 (offiziell: Flensburger Sportvereinigung von 1908 e. V.) war ein Sportverein aus Flensburg. Der Verein wurde am 14. April 1908 als 1. Flensburger FC 08 gegründet und hatte in späteren Jahren etwa 600 Mitglieder in den Abteilungen Fußball, Tennis und Schwimmen. Die Vereinsfarben waren blau und gelb.
Bekannt wurde Flensburg 08 durch seine Fußballabteilung, dessen erste Mannschaft ein Jahr in der drittklassigen Oberliga Nord und vier Jahre in der viertklassigen Oberliga Hamburg/Schleswig-Holstein spielte. Zuletzt trat die erste Mannschaft, die ihre Heimspiele im Flensburger Stadion im Stadtteil Fruerlund austrug, in der fünftklassigen Schleswig-Holstein-Liga an.
Zum 1. Juli 2017 wurde der Verein im Zuge einer Verschmelzung zur Aufnahme aufgelöst. Die Mitglieder traten dem ETSV Weiche Flensburg bei, der in SC Weiche Flensburg 08 umbenannt wurde.

## Geschichte
Nach der Gründung des 1. Flensburger FC 08 entstanden weitere Vereine, darunter der FC Union Flensburg, der 1913 ebenfalls dem NFV beigetreten war und spätestens 1919 mit dem FFC verschmolz. Am 9. Dezember 1925 fusionierte der Verein mit den Sportfreunden Verein Deutscher Geher Flensburg zum SV Eintracht Flensburg. Der Fusionspartner war im Jahr zuvor durch die Fusion der Sportfreunde Flensburg, die sich am 27. Oktober 1923 im Rahmen der Reinlichen Scheidung vom Flensburger MTV abgespaltet hatten, mit dem Verein Deutscher Geher entstanden. Am 10. Januar 1935 fusionierte der SV Eintracht Flensburg mit dem VfL Nordmark Flensburg zur Flensburger Sportvereinigung 08. Ehemalige Mitglieder des VfL Nordmark spalteten sich am 10. April 1948 wieder ab und fusionierten mit dem VfR Flensburg zum VfR Nordmark Flensburg. Daraus entstand am 1. April 1973 der TSB Flensburg.
Mitte der 1920er Jahre wurde Eintracht Flensburg zum führenden Fußballverein der Stadt. Im Jahre 1925 verpasste die Mannschaft nach einer 2:4-Niederlage gegen Eintracht Kiel den Sprung in die erstklassige Bezirksliga Schleswig-Holstein. Ein Jahr später gelang der Aufstieg und die Eintracht blieb bis zur Einführung der Gauligen im Jahre 1933 erstklassig. Im Jahre 1937 verpasste die mittlerweile als Flensburg 08 auflaufende Mannschaft nach einer Entscheidungsspielniederlage gegen Schleswig 06 die Qualifikation für die Aufstiegsrunde zur Gauliga Nordmark. Auch in der Saison 1943/44 wurde die Aufstiegsrunde zur Gauliga Schleswig-Holstein nur haarscharf verpasst: Der Eckernförder SV war punktegleich mit 08 nur aufgrund des besseren Torverhältnisses Meister der Bezirksligastaffel „B“ geworden – dabei wurde in der Ligarunde erst das dritte Heimspiel des ESV gegen 08 (5:2) gewertet –, die beiden zuvor (2:2 bzw. 3:3) waren annulliert worden.
Nach dem Zweiten Weltkrieg qualifizierten sich die 08er für die Landesmeisterschaft Schleswig-Holstein 1946/47, wurden Vizemeister der Landesliga-Nordstaffel 1947/48 und gehörten deshalb im Jahre 1948 zu den Gründungsmitgliedern der eingleisigen Landesliga Schleswig-Holstein, wo die Mannschaft zumeist im Mittelfeld zu finden war. Größter Erfolg war der fünfte Platz in der Saison 1952/53. Fünf Jahre später gewannen die Flensburger durch einen 4:2-Sieg über Rot-Weiß Moisling erstmals den SHFV-Pokal und schied in der ersten Runde des Norddeutschen Pokals gegen den VfR Neumünster aus. Nach vielen Jahren im Mittelfeld konnte 1969 erneut der fünfte Platz in der Landesliga erreicht werden.
Im Jahre 1973 wurden die 08er erstmals Landesmeister von Schleswig-Holstein und zogen in die Aufstiegsrunde zur Regionalliga Nord ein. Dort konnten die 08er beim Spiel gegen Concordia Hamburg 8.000 Zuschauer begrüßen, unterlagen allerdings mit 2:4. Als Tabellendritter wurde der Aufstieg verpasst. Ein Jahr später verteidigten die Flensburger ihren Landesmeistertitel aufgrund des besseren Torverhältnis gegenüber dem VfR Neumünster und qualifizierten sich für die neu geschaffene Oberliga Nord. Bei der Deutschen Amateurmeisterschaft scheiterten die 08er in der ersten Runde an Bayer 04 Leverkusen. Die Oberliga-Saison 1974/75 beendeten die Flensburger auf dem viertletzten Platz. Da mit dem HSV Barmbek-Uhlenhorst, Olympia Wilhelmshaven und dem VfL Wolfsburg drei norddeutsche Vereine aus der 2. Bundesliga Nord abstiegen mussten die 08er zurück in die Verbandsliga. 1977 erreichte die Mannschaft als Vizemeister hinter dem VfB Lübeck die Aufstiegsrunde, wo die 08er mit einem Punkt Rückstand auf den VfL Pinneberg den Wiederaufstieg verpassten.

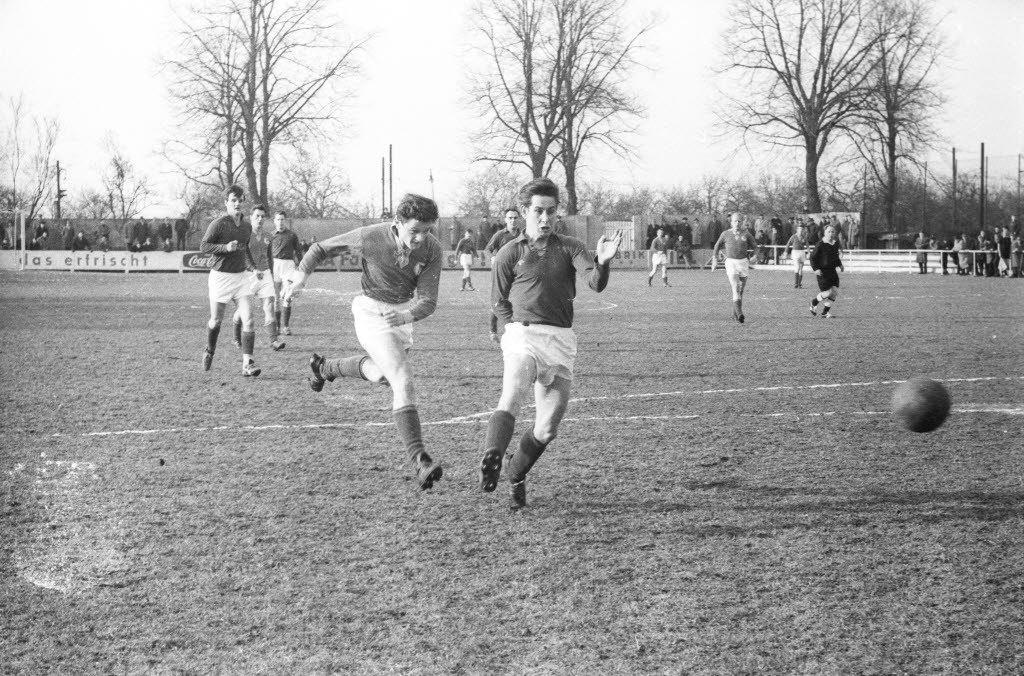
Fußballspiel zwischen Flensburg 08 und dem FC Kilia Kiel im Jahr 1963 in der 1. Amateurliga, 2:2

Drei Jahre später gingen die Flensburger als Favorit in die Verbandsligasaison um nach internen Turbulenzen als Tabellenletzter in die Landesliga abzusteigen. Dort geriet man erneut in Bedrängnis und konnte 1982 nur knapp den Klassenerhalt feiern. Nach der Vizemeisterschaft im Jahre 1986 gelang drei Jahre später mit einem Punkt Vorsprung auf den Rendsburger TSV der Wiederaufstieg in die Verbandsliga. Dort übernahmen die 08er wieder die lokale Führungsrolle, kamen aber selten über Mittelmaß hinaus. Im Jahre 1994 qualifizierten sich die Flensburger für die neu geschaffene Oberliga Hamburg/Schleswig-Holstein. Aus dieser stieg die Mannschaft aufgrund des schlechteren Torverhältnis gegenüber den Itzehoer SV ab. Gegen den Meister, die Amateure des FC St. Pauli, mussten die 08er mit 0:8 zu Hause und 0:7 auswärts hohe Niederlagen einstecken.
Erst im Jahre 2001 gelang als Vizemeister hinter dem Husumer SV die Rückkehr in die Oberliga. Nach einer turbulenten Saison wurde die Mannschaft Tabellenletzter und verblieb nur aufgrund der Rückzüge des 1. SC Norderstedt, des Eichholzer SV, des FC Kilia Kiel und des TSV Lägerdorf in der Oberliga. Verstärkt mit dem Ex-Bundesligaspieler Bodo Schmidt strebte der Verein eine bessere Rolle an und übernahm nach dem Abstieg des TSB die Rolle der Nummer eins der Stadt. Gespräche über eine Fusion mit den Lokalrivalen TSB und DGF Flensborg scheiterten. Im Jahre 2004 verpassten die 08er die eingleisige Oberliga Nord, konnten sich aber über den Gewinn der schleswig-holsteinischen Hallenmeisterschaft freuen. Seitdem tritt die Mannschaft in der Verbandsliga an, die seit 2008 den Namen Schleswig-Holstein-Liga trägt.
Im Jahr 2013 plante die Vereinsführung eine Fusion mit dem Lokalrivalen TSB Flensburg sowie dem ETSV Weiche unter dem Namen FSV Flensburg. Die Verhandlungen führten nicht zur erhofften Fusion, aber es kam zu einer Kooperation im Jugendbereich. Die A-Junioren wurden in der Spielgemeinschaft Weiche/08 und die B-Junioren in der Spielgemeinschaft 08/Weiche zusammengelegt. 2016 wurde ein neuer Anlauf für eine Fusion mit dem ETSV Weiche unternommen. Am 17. November 2016 stimmten die Mitglieder einer Fusion zum 1. Juli 2017 zu. Dabei wurde der Verein Flensburg 08 aufgelöst. Die Mitglieder traten dem ETSV Weiche bei, der seinen Namen in SC Weiche Flensburg 08 änderte.

## Titel
- Schleswig-Holsteinischer Meister 1973, 1974
- SHFV-Pokalsieger 1957
- Schleswig-Holsteinischer Hallenmeister 2004

## Jugendarbeit
Flensburg 08 konnte eine erfolgreiche Jugendarbeit vorweisen. Dabei setzten sie sowohl auf eine soziale als auch auf eine fußballerische Weiterentwicklung. Die Jugendmannschaften spielten in der höchsten schleswig-holsteinischen Spielklasse bzw. Regionalliga. Der Nachwuchs von Flensburg 08 arbeitete seit ein paar Jahren mit dem Young Talents Team vom Hamburger SV zusammen. Außerdem arbeiteten sie mit einem dänischen Fußballcollege.

## Ehemalige Spieler
- Kent Scholz, ehemaliger deutscher Erstligaspieler, spielte in der ersten dänischen Liga für Esbjerg fB und Vejle BK